# Liste der kurmainzischen Gesandten beim Heiligen Römischen Reich

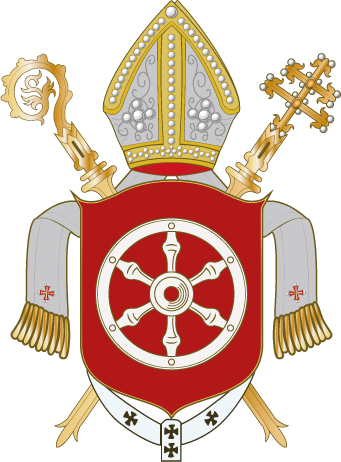
Wappen des Kurfürstentums Mainz

Diese Seite listet die kurmainzischen Gesandten beim Reichstag des Heiligen Römischen Reichs zu Regensburg (bis 1806).

## Gesandte

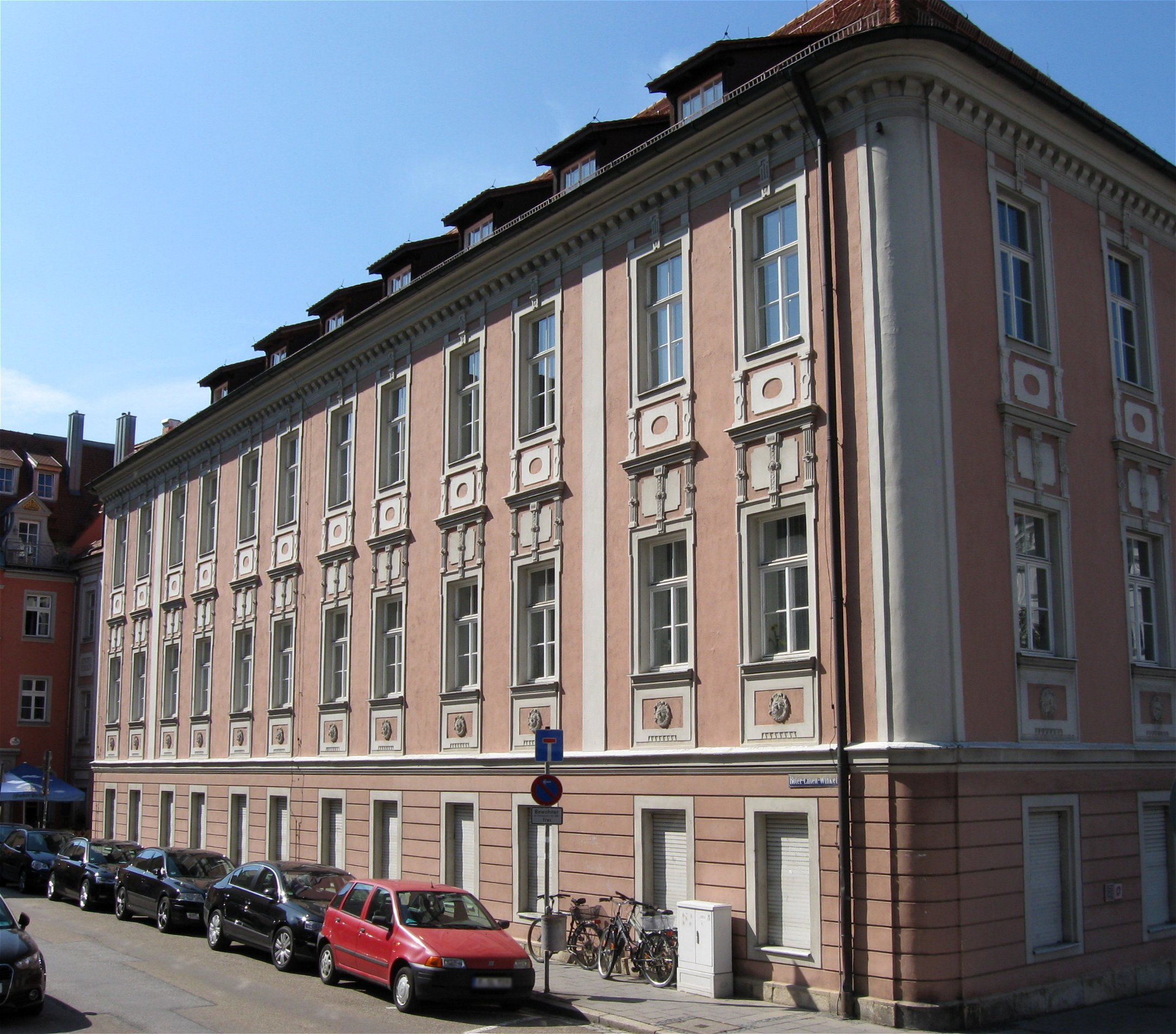
Das „Äußere Palais“ am Regensburger Emmeramsplatz 8, ehemalige Kur-Mainzische Gesandtschaft (um 1723)

- 1662–1677: Johann Franz Hettinger
  - 1662–1663: Sebastian Wilhelm von Meel
  - 1663–1663: Hugo Eberhard Cratz von Scharfenstein (1595–1663)
  - 1663–1664: Johann Christian von Boyneburg (1622–1672)
  - 1664–1666: Konstantin von Bertram (1614/15–1693)
  - 1665–1665: Georg Franz von Schönborn
  - 1666–1672: Franz Konrad von Stadion (1615–1680)
- 1677–1682: Arnold von Hörnigk (1627–1682)
- 1681–1700: Johann Caspar Scheffer
  - 1682–1682: Johann Georg Schalhard
  - 1685–1689: Hermann Raban von Bertram
  - 1690–1692: Heinrich Heuwel
- 1701–1737: Ignaz Anton von Otten (1664–1737)[3]
- 1730–1744: Johann Friedrich Kaspar von Otten (1704–1744)
- 1744–1779: Philipp Wilhelm Albrecht von Lyncker und Lützenwick (1710–1779)
- 1780–1784: von Hauser
- 1784–1789: Maximilian Joseph Karg von Bebenburg (1745–1797)
- 1789–1796: Gottlieb August Maximilian von Strauß (1738–1796)
- 1796–1802: Andreas von Steigentesch (1734–1802)
- 1802–1806: Franz Joseph von Albini (1748–1816)

1806: Auflösung des Heiligen Römischen Reichs